# Lo Mostièr
Lo Mostièr (francès: Le Moustier) és una cova i balma situada al municipi occità de Sent Leu de Vesera, a Perigòrd, dins el departament de Dordonya (Nova Aquitània). El 1908 s'hi descobriren restes fòssils de neandertal, que suscitaren l'interès d'investigadors com Édouard Lartet. Conté importants jaciments del mosterià, període caracteritzat per aquesta cova.

## Bibliografia

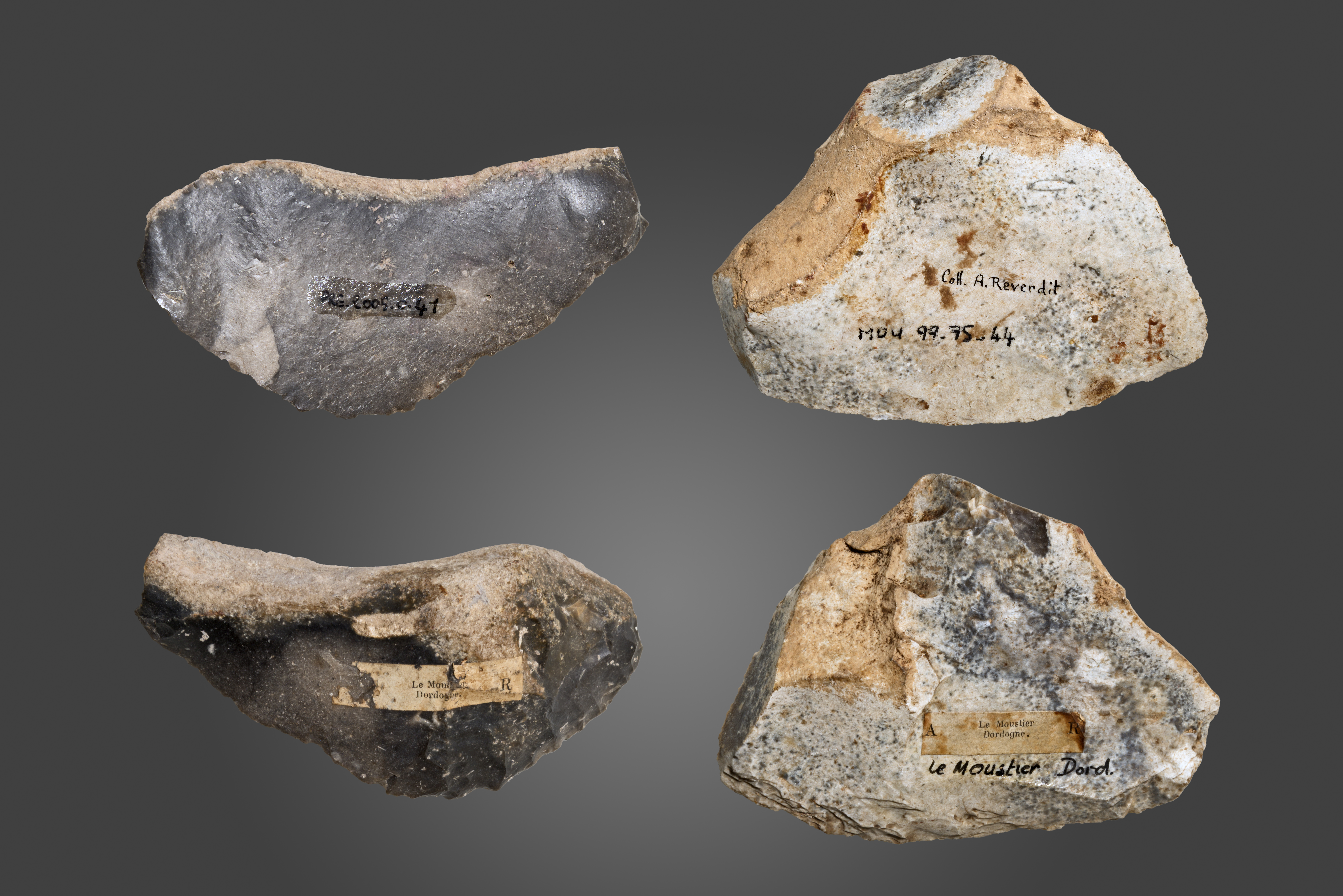
Raspadors de sílex de Lo Mostièr